# 허조 묘역
허조 묘역은 대한민국 경기도 파주시 문산읍 이천리에 있다. 2013년 8월 28일 파주시의 향토문화유산 제29호로 지정되었다.

## 개요
허조의 본관은 하양(河陽)이다. 자는 중통(仲通)이고, 호는 경암(敬菴)이며, 시호는 문경(文敬)이다. 판도판서(版圖判書)를 지낸 귀룡(貴龍)의 아들로서, 권근(權近)에게 학문을 배웠다. 진사시와 생원시를 거쳐 1390년(공양왕 2) 식년 문과에 급제하였다. 조선초 개국에 참여한 건국의 핵심인물로 각종 제도와 법제·예제·전제 등을 개혁하였으며 황희(黃喜)와 함께 세종선치의 기반을 닦아 세종 30년간 태평성대를 연출한 정치가이다. 특히 예조판서가 되어 대마도인의 출입을 제한하고 진하사(進賀使)로 명나라에 출입하는 등 외교적 활약이 많았다. 평소 『소학(小學)』과 『근사록(近思錄)』 등을 항상 애독하고 자손들에게도 권했으며, 사람을 쓰는 데도 공정하여 현우(賢愚)를 구분하는 안목이 높았다고 한다.
이후 1453년 단종왕위 찬탈에 허조의 아들 허후(許詡가 순절하고 1456년 단종왕위 복위운동에 손자 허조를 비롯한 가문이 멸문의 화를 당하여, 정조 14년(1790) 신원복관 전까지 한미하게 유지하여 산소의 위치조차 몰랐다가 한국전쟁 때 후손이 경암의 묘표를 보고 발견하였다.
묘역은 사성으로 둘러져 있고 봉분을 중심으로 우측에 묘갈과 묘비가 세워져 있으며 봉분 정면에 상석과 향로석이 배치되어 있다. 상석 좌우에는 계체석을 1단 설치하였으며 상석 좌우에 문인석을 배치하였다.

## 같이 보기
- 허조